# Voz y Noz
Voz y Noz es una banda peruana de Rock, con influencias del progresivo, el new wave, rock sinfónico, el rock británico, raíces de los 70s y 80s, el electro de los 90s y la apertura musical del nuevo siglo. El nombre de la banda tiene su origen en la magia de la música en vivo, “el encuentro de Vosotros y Nosotros: Voz y Noz” y hace referencia a que cada integrante es también un intérprete.
Formada originalmente en el año 1988, está integrada por Iván Pacussich en la guitarra, Hernan Villena en los teclados, José Antonio Rodríguez en el bajo y violín, Iván Pasco en la batería, y todos en las voces.
Nuestro primer disco sale a la luz en octubre de 2012 y tiene como nombre “Apariencia Fugaz”  nombre de una de las canciones del disco.
Podemos resumir la esencia de la banda como:
“Cuatro amigos que aprendieron a hacer música juntos”.
- Datos: Q17333601